# Escut d'Almàssera
L'escut d'Almàssera és un símbol representatiu oficial d'Almàssera, municipi del País Valencià, a l'Horta Nord. Té el següent blasonament:
| « | Semipartit i truncat. Al primer, d'or, els quatre pals de gules. Al segon, de gules, castell d'or, acompanyat de dues palmes de sinople, perfilades d'argent, i somat d'una torre d'or, acompanyada de dos lleons del mateix metall. Al tercer, d'atzur, el calze d'or, acompanyat de dos peixos d'argent, duent, cadascú en la seua boca una sagrada forma del mateix metall i sostingut d'ones d'argent i atzur. Al timbre, corona reial tancada. | » |

## Història

Escut amb un filacteri.

Escut utilitzat entre 1948 i 1979.

L'escut actual fou aprovat mitjançant el Reial Decret 774/1979, de 9 de març, publicat al BOE núm. 91, de 16 d'abril de 1979, amb l'informe previ favorable de la Reial Acadèmia de la Història de 30 de juny de 1978.
Els quatre pals recorden la seva vinculació amb la Corona d'Aragó. La segona partició representa als comtes de Parcent, antics senyors d'Almàssera. La tercera partició és una al·lusió al Miracle dels Peixets que recorda el naixement de la població en 1348 amb una parròquia pròpia.
L'Ajuntament utilitza un escut rodejat per una filactèria amb la inscripció «Episcopus Oscensen Alqueriam de Almàssera», que vol dir «Bisbe d'Osca que governa en l'alqueria d'Almàssera», i fa referència a Vidal de Canyelles, que fou primer senyor feudal de la vila.
Anteriorment Almàssera utilitzà un altre escut, que encara hi apareix en els símbols d'algunes associacions locals. Es diferencia de l'actual per tindre a la segona partició, semipartida i truncada, tres escuts d'antics senyors de la població: el primer de gules una flor de lis d'or de la familia Ciutadella, el segon un escaçat d'or i gules de la familia Artés, i el tercer el mencionat dels comtes de Parcent. A més, tenia en el centre (abisme) de l'escut un petit rombe (losange) amb l'arqueta del Miracle del Peixets; i estava timbrat amb la corona reial oberta pròpia de l'antic Regne de València.